# Baugenossenschaft Bergedorf-Bille

Logo der Bergedorf-Bille

Die Gemeinnützige Baugenossenschaft Bergedorf-Bille eG, im allgemeinen Sprachgebrauch: Bergedorf-Bille, ist eine gemeinnützige Wohnungsbaugenossenschaft in Hamburg.

## Geschichte
Die Genossenschaft wurde 1948 als „Gemeinnützige Siedlungs- und Baugenossenschaft Bille eGmbH“ gegründet. 1960 fusionierte sie mit der seit 1922 bestehenden „Gemeinnützigen Baugenossenschaft Bergedorf eGmbH“ zur „Vereinigten Gemeinnützigen Baugenossenschaft Bergedorf-Bille“. 1970 ging die 1920 gegründete „Gemeinnützige Siedlungsgenossenschaft Nettelnburg eGmbH“ in der Bergedorf-Bille auf. Ab 1974 verzichtete die Bergedorf-Bille auf den Zusatz „Vereinigte“ im Namen.
Die Wohnungsnot nach dem Zweiten Weltkrieg war unmittelbarer Anlass zur Gründung der Baugenossenschaft Bille im Jahre 1948. Die Idee der Genossenschaft manifestierte sich in den Anfangsjahren in praktischer Solidarität und in Hilfe zur Selbsthilfe. Genossenschaftsmitglieder arbeiteten unentgeltlich auf den Baustellen ihrer späteren Wohnungen. Maßgeblich an der Entstehung der Genossenschaft beteiligt waren die Sozialdemokraten Hermann Hackmack und Wilhelm Iwan, die seit 1947 verstärkt für den genossenschaftlichen Gedanken im Osten Hamburgs warben. Der Vorstandsvorsitzende und spätere Hamburger Bausenator Caesar Meister hat im 20. Jahrhundert die Geschicke der Genossenschaft entscheidend mitbestimmt.
Zunächst errichtete die Genossenschaft Bergedorf-Bille nicht nur Wohngebäude, sondern auch Eigenheime, die von ihren Bewohnern abbezahlt wurden und schließlich in ihr Eigentum übergingen. Der Bau solcher Siedlungshäuser wurde 1986 endgültig eingestellt. Auch das Aufgehen der Siedlungsgenossenschaft Nettelnburg in die Baugenossenschaft Bergedorf-Bille hatte seinen Grund darin, dass viele der von der Siedlungsgenossenschaft errichteten Häuser inzwischen in Privatbesitz übergegangen waren, die Aberkennung der Gemeinnützigkeit drohte und die ehrenamtlich geführte Genossenschaft wirtschaftlich nicht überlebensfähig war.
Obwohl die Baugenossenschaft Bille sich ab den frühen 1950er Jahren in Hamburg-Horn und anderen Stadtteilen am Wiederaufbau der zerstörten Stadt beteiligte, lag der Schwerpunkt ihrer Tätigkeit wie auch der Bergedorf-Bille stets in Bergedorf und Lohbrügge. Seit den 1970er Jahren wurden auch außerhalb des Bezirks Bergedorf zahlreiche Neubauten errichtet.

## Gemeinnützigkeit
Wie viele Baugenossenschaften hatte sich auch die Baugenossenschaft Bergedorf-Bille den Bindungen des Wohnungsgemeinnützigkeitsgesetzes unterworfen. Als dieses Gesetz über die Gemeinnützigkeit im Wohnungswesen 1990 aufgehoben wurde, beschloss die Baugenossenschaft Bergedorf-Bille, ihren Geschäftsbetrieb trotzdem weiterhin grundsätzlich an dessen wesentlichen Inhalten zu orientieren. Die Inhalte des aufgehobenen Gesetzes bestanden in der Verpflichtung, ausschließlich Kleinwohnungen (max. 120 m²) zu bauen, nur beschränkt Gewinne zu erzielen und auszuschütten, erwirtschaftete Überschüsse wieder in Neubau oder Bestandserhaltung zu investieren und Verflechtungen mit dem gewinnorientierten Baugewerbe zu vermeiden.
Bei allen Bau- und Sanierungsvorhaben wurde und wird ein Gleichgewicht zwischen einem möglichst günstigen Nutzungsentgelt für die Mitglieder und der Erwirtschaftung der nötigen Mittel zur Instandhaltung, der energetischen Sanierung und für den Neubau angestrebt.

## Organisation
2024 hatte die Baugenossenschaft Bergedorf-Bille 25.024 Mitglieder (Stand 31. Dezember 2024) und gehört zu den größten Hamburger Wohnungsbaugenossenschaften.

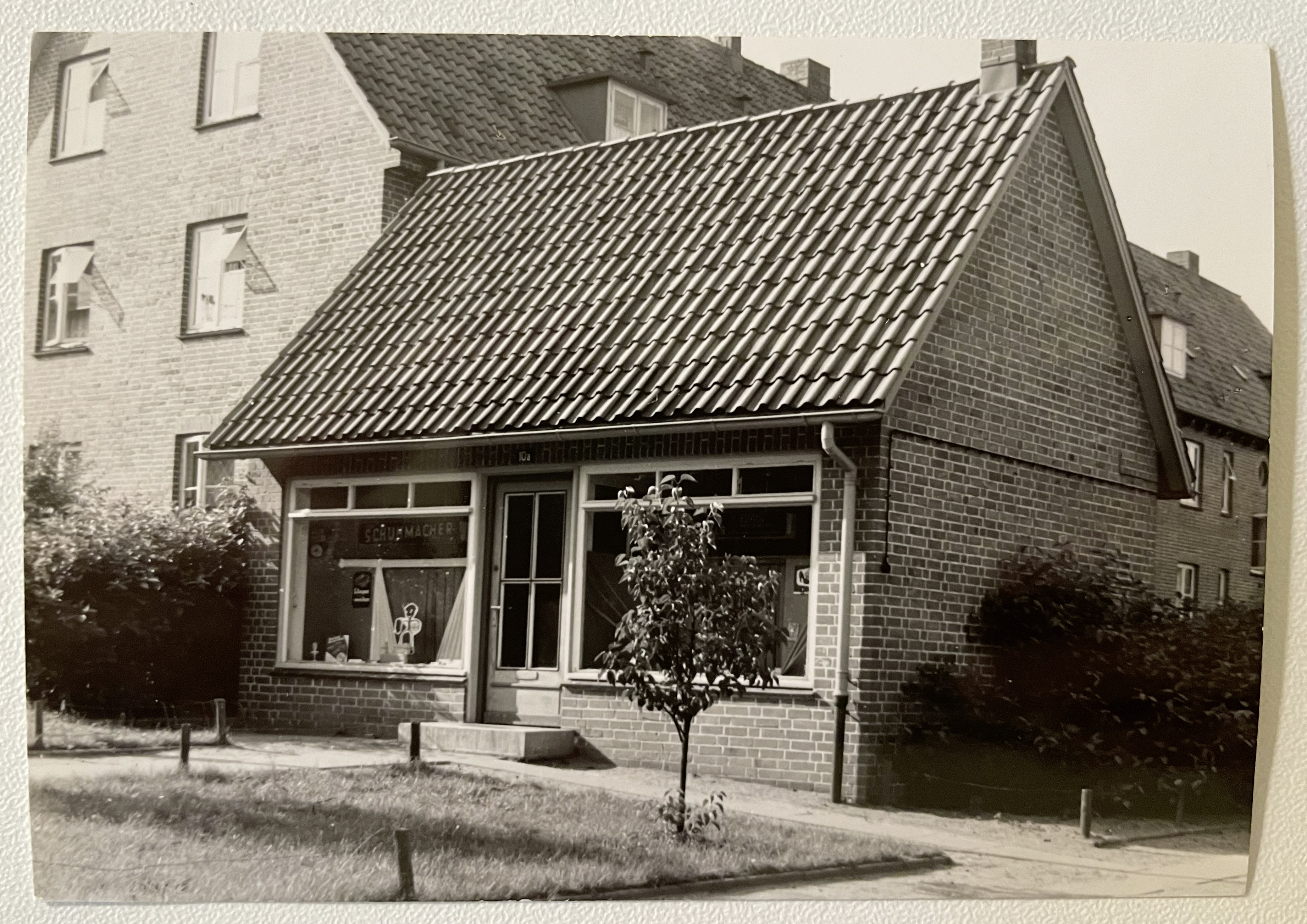
Die erste Geschäftsstelle der Bergedorf-Bille

Als eingetragene Genossenschaft ist die Baugenossenschaft Bergedorf-Bille demokratisch aufgebaut. Die Mitglieder sind über ihre Genossenschaftsanteile die gemeinsamen Eigentümer der Baugenossenschaft, und sie bestimmen über deren Geschicke mit. Die Mitglieder wählen aus ihrer Mitte ihre Vertreter. Diese kommen einmal jährlich zur Vollversammlung zusammen, auf der aktuelle Themen und die strategische Ausrichtung der Genossenschaft diskutiert werden. Die Vertreterversammlung wählt den Aufsichtsrat. Der Aufsichtsrat bestimmt den Vorstand, der die Geschäfte der Genossenschaft führt.

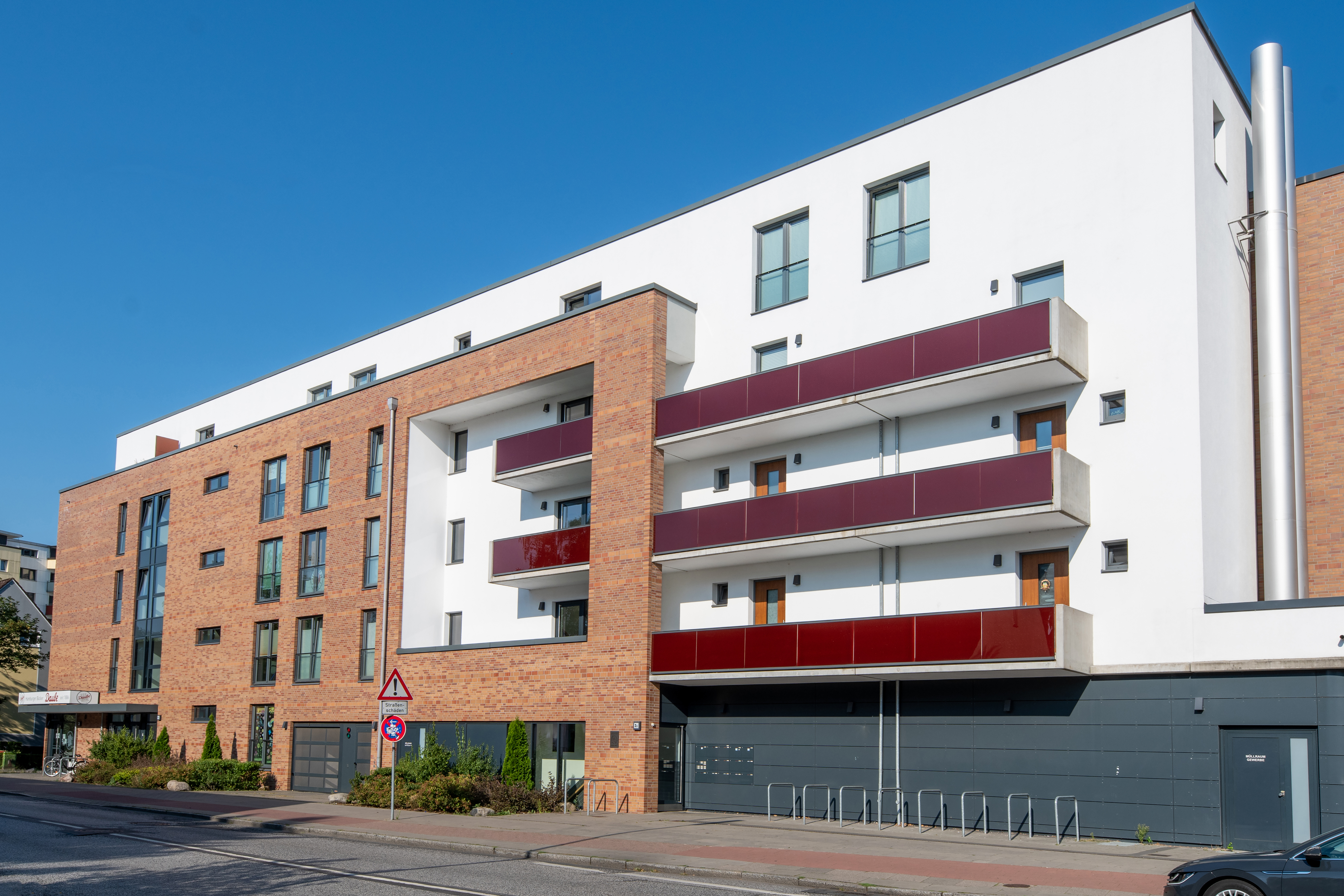
Wohnanlage Ladenbeker Furtweg in Hamburg-Bergedorf

## Wohnungsbestand
2024 verfügte die Baugenossenschaft Bergedorf-Bille über 9.758 Wohnungen und 72 Gewerbeeinheiten. Die meisten Wohnanlagen der Bergedorf-Bille liegen in den Stadtteilen Bergedorf und Lohbrügge.
Die Baugenossenschaft fühlt sich der »Neuen Leipzig-Charta« verpflichtet. Sie richtet ihr Handeln grundsätzlich an dieser europäischen Leitlinie für eine gemeinwohlorientierte, integrative Stadtentwicklung aus. Vor 2045 soll Klimaneutralität für den Gebäudebestand der Genossenschaft erreicht sein und sie investiert entsprechend.

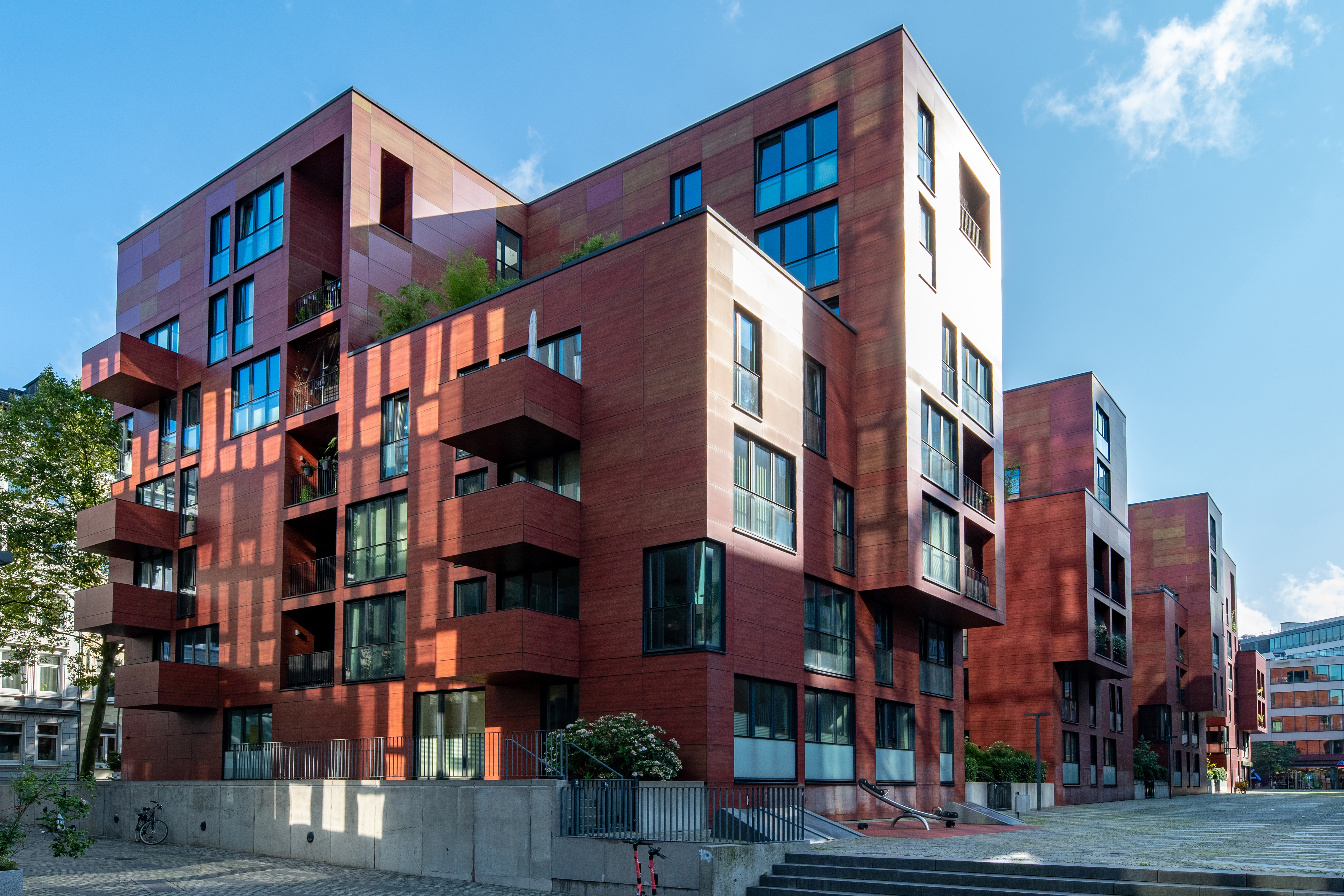
Wohnanlage Hopfenstraße in Hamburg St. Pauli

### Besondere Wohnangebote
Es gibt bei der Baugenossenschaft Bergedorf-Bille verschiedene Varianten des betreuten Wohnens bzw. die baulichen Voraussetzungen dafür. Die Bandbreite reicht von seniorengerechten Wohnungen, Wohnungen für Menschen mit körperlichen oder geistigen Einschränkungen, bis zu Wohn-Pflege-Gemeinschaften als Alternativen zu herkömmlichen Pflegeeinrichtungen. Seit 1992 besteht eine diesbezügliche Kooperation zwischen der Georg-Behrmann-Stiftung und der Bergedorf-Bille.

### Spareinrichtung
Seit 1977 betreibt die Baugenossenschaft Bergedorf-Bille als zweites Geschäftsfeld eine Spareinrichtung. Die Mittel aus der Spareinrichtung werden ausschließlich in den Wohnungsbestand der Genossenschaft investiert.

### Stiftung
Im Jahr 1998 wurde die „Bergedorf-Bille-Stiftung zur sozialen Integration von Menschen“ gegründet. Die Stiftung fördert das Miteinander von Menschen verschiedener kultureller und sozialer Herkünfte im kleinräumigen Bereich Wohnen. Zweck der Stiftung ist die Unterstützung von Aktivitäten, die dazu beitragen, dass Nachbarschaften entstehen, in denen trotz ethnischer, religiöser und kultureller Unterschiede die Menschen füreinander eintreten.